# Olympische Winterspiele 1936/Teilnehmer (Türkei)
| Gelbes Symbol für Goldmedaillen mit stilisierten Olympischen Ringen | Graues Symbol für Silbermedaillen mit stilisierten Olympischen Ringen | Braundes Symbol für Bronzemedaillen mit stilisierten Olympischen Ringen |
| ------------------------------------------------------------------- | --------------------------------------------------------------------- | ----------------------------------------------------------------------- |
| —                                                                   | —                                                                     | —                                                                       |

Die Türkei nahm an den IV. Olympischen Winterspielen 1936 in Garmisch-Partenkirchen mit einer Delegation von 6 Athleten teil. Dies war die erste Teilnahme der Türkei an Olympischen Winterspielen. Die Athleten nahmen an zwei Sportarten teil und konnten keine Medaille erringen.

## Teilnehmer nach Sportarten

### Langlauf(4)
18 km
- Mehmut Şevket Karman (Platz 72)
- Cemal Tiğin (Platz –)

4 × 10 km Staffel (Platz –)
- Reşat Erceş
- Sadri Erkılıç
- Cemal Tiğin
- Mehmut Şevket Karman

### Ski alpin(4)
Männer
- Nazım Aslangil (Platz –)
- Reşat Erceş (Platz –)
- Ülker Pamir (Platz –)
- Mehmut Şevket Karman (Platz –)